# أويفيند ليونهاردسين
أويفيند ليونهاردسين (مواليد 17 أغسطس 1970) هو لاعب كرة قدم. يلعب مع منتخب النرويج لكرة القدم. سبق له أن لعب في كأس العالم لكرة القدم مع منتخب بلاده.

## روابط خارجية
- أويفيند ليونهاردسين على موقع الاتحاد الدولي (مؤرشف)  (الإنجليزية)
- أويفيند ليونهاردسين على موقع الاتحاد الأوربي (الإنجليزية)
- أويفيند ليونهاردسين على موقع اتحاد النرويج (النرويجية)
- أويفيند ليونهاردسين على موقع قاعدة بيانات كرة القدم.إي يو (الإنجليزية)
- أويفيند ليونهاردسين على موقع ناشيونال فوتبول تيمز (الإنجليزية)
- أويفيند ليونهاردسين على موقع Soccerbase.com (لاعب) (الإنجليزية)
- أويفيند ليونهاردسين على موقع Soccerway.com (الإنجليزية)
- أويفيند ليونهاردسين على موقع عالم كرة القدم.نت (الإنجليزية)